# Rahzel
Rahzel właściwie Rahzel M. Brown (ur. w Queens w Nowym Jorku), znany również jako Godfather of Noyze – amerykański raper, beatbokser i producent muzyczny.
Były członek grupy muzycznej The Roots do której dołączył w 1993 roku. Z The Roots Brown nagrał trzy albumy studyjne: Do You Want More?!!!??! (1994), Illadelph Halflife (1996) i Things Fall Apart (1999). W 1999 roku beatboxer opuścił grupę. Tego samego roku ukazał się jego debiutancki album zatytułowany Make The Music 2000 wydany nakładem wytwórni muzycznej MCA Records.
Rahzel współpracował z takimi wykonawcami jak Mike Patton, Handsome Boy Modeling School, Sean Paul, DJ Hasebe, Alliance Ethnik, Common, Everlast, Erykah Badu, Robyn czy Bush Babees.

## Wybrana dyskografia
- The Roots - Do You Want More?!!!??! (1994, DGC[5])
- The Roots - Illadelph Halflife (1996, Geffen Records)
- Bush Babees - Gravity (1996, Warner Bros. Records[6])
- The Roots - Things Fall Apart (1999, MCA Records[7])
- Rahzel - Make The Music 2000 (1999, MCA Records[4])
- Erykah Badu - Southern Gul (singel, 1999, Motown[8])
- Rahzel - Rahzels Greatest Knock Outs! (2004, Sureshot Recordings[9])
- Björk - Medúlla (2004, One Little Indian[10])

## Filmografia
- Doorman (2008) jako Jaydee[11]
- Rooklyn Babylon (2001) jako narrator[11]

## Koncerty w Polsce
- 25 października, 2003, Warszawa, Paragraf[12]
- 25 sierpnia 2004, Warszawa, Proxima, Rahzel & Mike Patton[13]